# Платиновая фотопечать
Пла́тиновая фотопеча́ть, платиноти́пия, платинота́йп (англ. platinum print или platinotype) — бессеребряный позитивный фотографический процесс, основанный на светочувствительности солей железа и металлов платиновой группы к ультрафиолетовому излучению. Платинотипия позволяет осуществлять  фотопечать при помощи солей платины и солей железа, дающих монохромное изображение. Из всех фотопроцессов с химическим проявлением платиновый даёт самый большой тональный диапазон. 

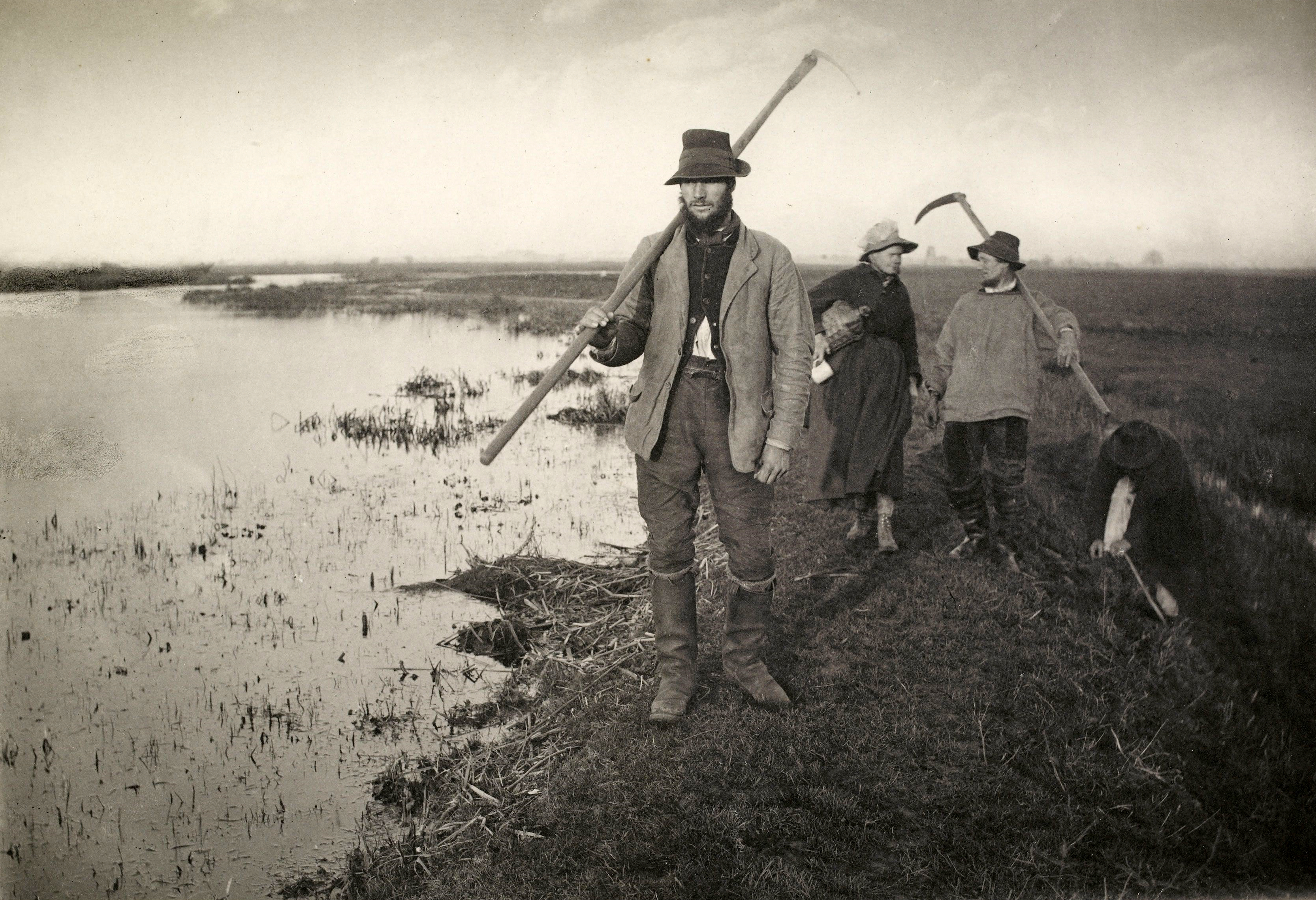
«Возвращение домой с болот», платиновая печать (Петер Генри Эмерсон, 1886).

В отличие от серебряной фотопечати, использующей желатину, платиновая не нуждается в связующем коллоидном слое, и металл удерживается непосредственно на бумаге. Поэтому платинотипные отпечатки имеют совершенно матовую поверхность. Благодаря химической инертности платины, отпечатки с её использованием считаются наиболее долговечными, уступая только гуммиарабиковой печати. В большинстве случаев их стабильность ограничена лишь прочностью использованной бумаги.

## Историческая справка
Первым светочувствительность соединений платины в 1804 году обнаружил немецкий химик Адольф Гелен (нем. Adolph Ferdinand Gehlen). В 1826 году Вольфгангу Доберайнеру (нем. Johann Wolfgang Dobereiner) удалось восстановить под действием света металлическую платину из его хлорида. Одновременно учёный сделал вывод, что оксалат железа существенно повышает светочувствительность хлористой платины. Сочетание этих веществ и стало основой современной платинотипии.
Первое описание технологии, датированное 1844 годом, стало результатом совместных исследований Джона Гершеля и Роберта Ханта. Однако, отпечатки, сделанные по разработанному двумя учёными процессу, выцвели за несколько месяцев из-за отсутствия способа фиксирования. Распространение устойчивых к свету снимков, изготовленных способами дагеротипии и калотипии, отодвинуло актуальность исследований платинового процесса на задний план. Кроме того, галогениды серебра оказались значительно более светочувствительными, чем соединения платины. Толчком к разработке способов платиновой печати стала обнаружившаяся низкая светостойкость альбуминовых отпечатков. В 1859 году англичанину Бернету удалось в качестве фиксажа применить хлороплатинат натрия.
Окончательно процесс усовершенствовал Вильям Уиллис, получивший в 1873 году британский патент №2011. Отпечатки изготавливались методом «горячей ванны», при котором экспонированный слой смеси оксалата железа и хлороплатината калия, нанесённый на бумагу, проявлялся в тёплом растворе оксалата калия. В таком виде платинотипный процесс используется до сегодняшнего дня. Пять лет спустя Уиллис получил новый патент, упростив процесс, в котором отпала необходимость использования дитионата натрия в качестве фиксажа. Первая платиновая фотобумага была представлена на рынке в 1881 году и была произведена «Компанией платиновой печати» (Platinotype Company), основанной Уиллисом в 1879 году. В 1888 году он снова усовершенствовал процесс, заменив «горячее» проявление «холодным». Годом раньше патент на технологию промышленного производства платиновой фотобумаги получил австриец Джузеппе Пиццигелли. В некоторых странах, в том числе в России, этот тип бумаги с «горячим» проявлением назывался его именем.
Платинотипия начала конкурировать с другими позитивными процессами, к концу XIX века практически вытеснив их с рынка. Быстрый рост её популярности не мог остаться незамеченным другими производителями фотоматериалов. В 1901 году компания Eastman Kodak попыталась запустить собственное производство таких фотобумаг, но воспроизвести высокое качество продукции Уиллиса не удалось. Предложение о покупке «Компании платиновой печати» не заинтересовало её владельца. История завершилась покупкой бостонской компании Джозефа Динунцио, выпускавшего высококачественную платиновую фотобумагу «Анджело», которая под этим же названием продавалась «Кодаком» несколько лет. Аналогичные фотоматериалы выпускались и другими компаниями, став в течение десятилетия наиболее популярными среди фотохудожников из-за очевидных преимуществ.
Однако, господство платинотипии продолжалось недолго: если в момент изобретения процесса платина была относительно недорогой, то начиная с 1906 года она стала резко дорожать. В 1907 году платина оказалась в 52 раза дороже серебра. Производство бумаги было прекращено в 1916 году большинством компаний, перешедших на традиционную желатиносеребряную фотобумагу. Во времена Первой мировой войны 90 % рынка платины контролировала Российская империя, и вся доступная платина использовалась в военных целях. Из-за недоступности и дороговизны соответствующей бумаги, место платинотипии постепенно заняла палладиотипия, в которой используется светочувствительная бумага на основе палладия и смеси палладия с платиной. Эта технология использовалась с 1916 года до конца 1960-х годов. Платиновая фотобумага продолжает использоваться и до сегодняшнего дня в качестве альтернативного процесса. В отличие от желатиносеребряных бумаг, изготовление которых доступно только промышленным способом, платиновая и палладиевая фотобумаги могут быть получены в домашних условиях.

## Описание технологии
Все варианты процесса пригодны только для контактной печати, поэтому для получения фотоотпечатков большого формата негатив должен быть того же размера. В настоящее время ни платиновые, ни палладиевые фотобумаги не производятся промышленно, и фотоматериал изготавливается самостоятельно. Для этого используются проклеенные желатиной листы бумаги, которые сенсибилизируются при неактиночном жёлтом освещении раствором со смесью хлороплатината калия, оксалата железа и оксалата свинца. В бумагах с «горячим» проявлением оксалат свинца не используется. Для получения контрастных отпечатков вливается небольшое количество хлороплатината натрия, а добавление сулемы придаёт изображению тон сепии. Сенсибилизирующий раствор наносится на бумагу кистью, после чего сушится в темноте при температуре 35—40 °C.
После наложения негатива поверх фотобумаги, полученный пакет экспонируется солнечным светом или другими источниками ультрафиолетового излучения. Под действием света оксалат железа(III) превращается в оксалат железа(II). Последний взаимодействует с платиной(II) (или палладием(II)), восстанавливая их до металлической формы, образующей изображение. Варьируя соотношения платины и палладия, а также добавляя окислители, такие как пероксид водорода, дихромат калия и хлорат калия, можно регулировать контраст и цветовой тон получаемого изображения. Влияние малейших отклонений процесса на эти параметры приводит к тому, что практически невозможно получить два совершенно одинаковых отпечатка, каждый из которых уникален. В зависимости от состава фотобумаги проявление может происходить как непосредственно в момент экспозиции («дневная» печать), так и при последующей обработке смесью оксалата калия с фосфорнокислым калием. В любом случае печать заканчивается фиксированием снимка в слабом растворе соляной кислоты и промывкой. В современной версии процесса фиксаж чаще называется «очистителем» и состоит из раствора этилендиаминтетрауксусной кислоты (EDTA) или даже гипосульфита.
На рынке коллекционирования фотографий и среди галеристов платиновые отпечатки ценятся гораздо выше и стоят значительно дороже, чем традиционные желатиносеребряные. Технологией с платиной или палладием пользовалось большинство фотохудожников начала XX века, среди которых Пол Стренд, Эдвард Уэстон, Ирвин Пенн, Эдвард Стайхен и многие другие.

## Особенности
- Отпечатки обладают значительно более рассеянным отражением света, не давая бликов, характерных для желатиносеребряных бумаг.
- Очень приятный, широкий диапазон тонов.
- Отпечатки не покрыты желатиной, поэтому со временем не скручиваются.
- Самые глубокие тени выглядят немного светлее, чем на серебряных отпечатках.
- Платиновые отпечатки — одни из наиболее стабильных для архивного хранения из всех фотоотпечатков, сделанных на основе металлов, срок архивного хранения может достигать тысячи лет.